# 린다 헌트
린다 헌트(Linda Hunt, 1945년 4월 2일 ~ )는 미국의 배우이다.
키는 145cm다.

## 영화
- 뽀빠이 (1980년 영화)
- 가장 위험한 해
- 듄 (1984년 영화)
- 실버라도 (영화)
- 그녀는 악마
- 유치원에 간 사나이
- 카르밀라
- F학점 첩보원
- 영거 앤 영거
- 20달러의 유혹
- 패션쇼 (1994년 영화)
- 포카혼타스 (1995년 영화)
- 레릭
- 포카혼타스 2
- 스트레인저 댄 픽션
- 한 솔로: 스타워즈 스토리

## 비디오 게임
- 갓 오브 워 (2005년 비디오 게임)
- 갓 오브 워 II
- 갓 오브 워: 올림푸스의 사슬
- 갓 오브 워 III
- 갓 오브 워: 고스트 오브 스파르타
- 갓 오브 워: 어센션

## 텔레비전
- 더 프랙티스
- 카니발 (드라마)
- 더 유닛
- 위드아웃 어 트레이스
- NCIS: 로스앤젤레스
- 틴 초이스 어워드
- 스콜피언 (드라마)

## 연극
- 햄릿
- 벚꽃 동산